# Alena Rašková
Alena Rašková (* 27. října 1949 Nový Jičín) je česká politička a středoškolská pedagožka, v letech 2012 až 2016 zastupitelka Olomouckého kraje (z toho v letech 2015 až 2016 též radní kraje), dlouholetá zastupitelka a v letech 2015 až 2018 i primátorka města Prostějova (od roku 2009 postupně místostarostka města, náměstkyně primátora, 1. náměstkyně primátora, primátorka a opět náměstkyně primátora), členka ČSSD.

## Život
Vystudovala obor matematika-fyzika na Přírodovědecké fakultě Univerzity Palackého v Olomouci (získala titul RNDr.). Od roku 1974 učila na Středním odborném učilišti strojírenském v Prostějově, následně pak mezi lety 1989 a 2008 na Střední průmyslové škole oděvní v Prostějově.
Alena Rašková je vdaná, s manželem mají tři dospělé syny, žije v Prostějově.

## Politické působení
Do politiky se pokoušela vstoupit, když v komunálních volbách v roce 1994 kandidovala jako nezávislá za subjekt Sdružení ČSSD, NK do Zastupitelstva města Prostějova, ale neuspěla. Zastupitelkou města se tak stala až po volbách v roce 1998, kdy kandidovala jako nestraník za ČSSD. Mandát zastupitelky následně obhájila jak ve volbách v roce 2002 opět jako nestraník za ČSSD, tak ve volbách 2006 už jako členka ČSSD, do níž roku 2004 vstoupila.
Ke konci roku 2008 na svou funkci rezignoval místostarosta Prostějova Alois Mačák a od ledna 2009 ho ve funkci nahradila Alena Rašková. Svěřeny jí byly kompetence v oblastech sociálního zabezpečení, sociální péče a sociálních služeb, vytváření podmínek a uspokojování potřeb bydlení, ochrany a rozvoje zdraví a dopravy a spojů. Ve volbách 2010 nejprve obhájila mandát zastupitelky města a krátce nato i místostarostky se stejnými kompetencemi jako v předchozím období. V březnu 2012 se Prostějov stal statutárním městem a funkce místostarostky se změnila na funkci náměstkyně primátora. V komunálních volbách v roce 2014 již po páté obhájila post městské zastupitelky a v listopadu 2014 byla zvolena 1. náměstkyní primátora (se stejnou působností jako dříve).
Když 14. září 2015 rezignoval dosavadní primátor Miroslav Pišťák, začala Rašková (jakožto 1. náměstkyně) vykonávat jeho pravomoc až do zvolení nového primátora či primátorky. Ještě ve druhé polovině září oznámila, že bude usilovat o post primátorky města, tou byla zvolena 5. října 2015. Nikdo jiný nekandidoval a hlasovalo pro ni 29 z 35 přítomných zastupitelů. V komunálních volbách v roce 2018 byla lídryní kandidátky ČSSD do Zastupitelstva města Prostějova, mandát zastupitelky obhájila. Novou koalici složily vítězné hnutí ANO, třetí hnutí Pévéčko, čtvrtá ODS a nezávislé osobnosti města Prostějova a pátá ČSSD. Rašková se stala řadovou náměstkyní primátora.
Angažuje se také v krajské politice. V krajských volbách v roce 2008 kandidovala za ČSSD do Zastupitelstva Olomouckého kraje, ale neuspěla (stala se třetí náhradnicí). Zvolena byla až o čtyři roky později ve volbách 2012. V září 2015 na svůj post rezignoval náměstek hejtmana Alois Mačák a ještě tentýž měsíc byla Rašková zvolena neuvolněnou radní kraje. Ve volbách v roce 2016 svůj mandát krajské zastupitelky neobhajovala, skončila tak i ve funkci radní kraje.
Ve volbách do Poslanecké sněmovny PČR v roce 2006 kandidovala za ČSSD v Olomouckém kraji, ale neuspěla. V komunálních volbách v roce 2022 obhajovala jako členka ČSSD mandát prostějovské zastupitelky, ale neuspěla (strana se do zastupitelstva vůbec nedostala).

## Kontroverze
V červnu 2017 Jakub Čech upozornil na to, že v zápise z jednání zastupitelstva města Prostějov, v němž bylo hlasováno o pronájmu budovy v majetku města Střední škole automobilní Prostějov, jejíž spolumajitelkou je prostějovská primátorka Alena Rašková, chybí zmínka o tom, že by primátorka upozornila na svůj střet zájmů. Následně byla původní verze zápisu nahrazena na internetových stránkách města verzí novou, která tuto zmínku již obsahovala. Dle Raškové se jednalo pouze o nedopatření, během zasedání města na svůj střet zájmů upozornila, pouze nebyl promítnut do zápisu. Samotného hlasování se nadto neúčastnila. Tvrzení Jakuba Čecha tedy byla podle ní nepravdivá, nadto ji prý Čech označil za "malého Babiše". Aktivista ji prý tímto dehonestoval v očích veřejnosti. Z tohoto důvodu na něj podala trestní oznámení a oznámení o přestupku. Rašková však s oznámením neuspěla, přestupkové řízení vedené proti Čechovi Městským úřadem v Konici však bylo zastaveno s tím, že jeho kritika měla vždy reálný podklad.
Při výkonu funkce primátorky čelila kritice kvůli kauze starého židovského hřbitova či své údajné "mediální neobratnosti". Podle aktivisty a novináře Jakuba Čecha nezvládla vyřešit také kauzu hokejové licence.